# Krajští kmotři
Krajští kmotři, jen kmotři nebo také zákulisní hráči (čímž se mohou myslet i jiní lobbisté); někdy též gubernátoři je pojem, který v roce 2009 vnesl do české politiky a českých médií tehdejší předseda ODS Mirek Topolánek. Používá se jako přezdívka pro osoby spojující byznys s politikou, které ať už zpovzdálí nebo z pozic v čele některých orgánů, firem nebo institucí řídí dění v určitých krajích. 

## Vývoj pojmu v ODS
O gubernátorech či kmotrech Topolánek hovořil před a na 20. kongresu ODS, který se konal 21.– 22. listopadu 2009 v pražských Vysočanech. Ačkoli se vyjádřil obecně, toto označení se okamžitě uchytilo a novináři si pak udělali svůj vlastní seznam kmotrů. 
O rok později se nové vedení od používání tohoto pojmu distancovalo a nově zvolený předseda ODS Petr Nečas označil toto slovo za velmi zlovolné a jeho používání vůči ODS přirovnal k sebemrzačení. Sám však na volebním kongresu ODS ve svém nominačním projevu uvedl, že ODS musí „omezit vliv tzv. šedých eminencí.“ V září 2011 se tehdejší předseda ODS Petr Nečas pokoušel prosadit snížení členů Výkonné rady ODS z 50 na 20 a kongres by je volil bez ohledu na to, z kterého regionu pocházejí. Tyto návrhy byly médii hodnoceny jako neúspěšná snaha oslabit vliv krajských kmotrů.
O vliv obvykle přišli takzvaní „kmotři“ v ODS v roce 2013, vlivem ztráty moci po odchodu ODS z vlády a změny vedení strany (někteří „kmotři“ byli vyloučeni z ODS, jiní ztratili vliv na rozhodování). 

## Někteří kmotři podle médií

### Krajští kmotři ODS

#### Dosud politicky aktivní
- Pavel Blažek – Jihomoravský kraj, bývalý místopředseda ODS, v letech 2012–2013 a znovu od roku 2021 ministr spravedlnosti, bývalý předseda dozorčí rady státního podniku Lesy České republiky
- Roman Jurečko – místopředseda regionálního sdružení a místopředseda oblastního sdružení, bývalý člen výkonné rady ODS, plzeňský restauratér, dříve spolupracovník bývalého člena ODS Jiřího Pospíšila

#### Neaktivní

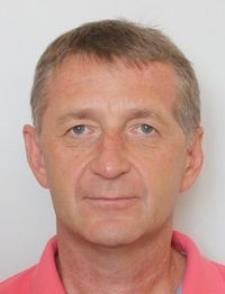
Roman Janoušek, bývalý kmotr ODS

- Marek Dalík – významný lobbista, bývalý poradce premiéra Mirka Topolánka, roku 2017 pravomocně odsouzen za pokus o podvod a vězněn
- Pavel Dlouhý – Jihočeský kraj, místostarosta Hluboké, šéf Jihočeské agrární komory, označovaný jako „kníže z Hluboké“[6]
- Pavel Drobil – Moravskoslezský kraj, bývalý poslanec dolní komory Parlamentu České republiky, bývalý místopředseda ODS, 12. ministr životního prostředí  a bývalý předseda dozorčí rady státního podniku Lesy České republiky
- Tomáš Hrdlička – bývalý radní Prahy 10, v minulosti obchodní partner lobbisty Romana Janouška. Do roku 2011 měl fakticky ovládat dění v pražské ODS, roku 2013 byl z ODS vyloučen. Poté spolupráce s SPD Tomia Okamury a hnutím Trikolora, roku 2018 finančně podporoval prezidentskou kampaň Miloše Zemana (uveden rovněž v kategorii dosud aktivních kmotrů ostatních stran)
- Milan Jančík – bývalý starosta Prahy 5 spojený s řadou afér, jeho vliv v ODS roku 2010 utlumen, později ze strany vystoupil
- Roman Janoušek – pražský podnikatel napojený na bývalého primátora Pavla Béma, roku 2014 odsouzený a vězněn
- Ivan Langer – Olomoucko, bývalý ministr vnitra, v roce 2010 se nedostal do Poslanecké sněmovny, roku 2019 vedení ODS znemožnilo jeho návrat do olomoucké regionální rady ODS[7]
- Alexandr Novák – chomutovský exsenátor pravomocně odsouzený k čtyřem rokům odnětí svobody za přijetí úplatku[8]
- Patrik Oulický – ústecký podnikatel, měl blízko k bývalému politikovi ODS Petru Gandalovičovi
- Ivo Rittig – podnikatel v klenotech a známý bývalého ministra zemědělství a bývalého středočeského hejtmana Petra Bendla a šéfky kabinetu bývalého premiéra Nečase Jany Nagyové, vliv na ODS do roku 2013
- Aleš Řebíček – bývalý ministr dopravy v Topolánkově vládě, vazby na organizovaný zločin, bývalý majitel SK Slavia Praha
- Daneš Zátorský – Ostrava
- Radim Zika – Liberec, politicky aktivní do roku 2012

### Krajští kmotři – ostatní strany

#### Dosud politicky aktivní

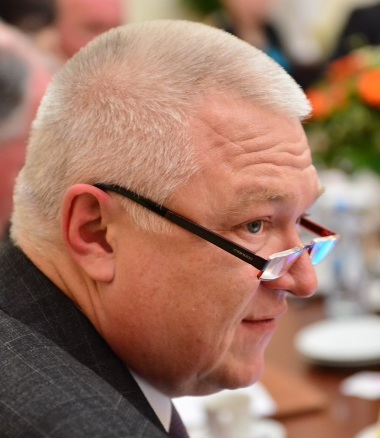
Jaroslav Faltýnek, významný zákulisní hráč hnutí ANO

- Petr Benda – Ústí nad Labem, severočeský podnikatel, bývalý člen ČSSD (vystoupil po odhalení nekalých praktik)[9][10][11], později NS-LEV 21, rovněž spolupráce s DSSS a hnutím Pro zdraví a sport.[12] Roku 2020 znovu kandidoval za ČSSD, podpora od tehdejšího předsedy strany Hamáčka, do zastupitelstva Ústeckého kraje se však nedostal. Kontakty s bývalým premiérem za ČSSD Jiřím Paroubkem, nebo s bývalým poslancem hnutí ANO Milanem Hniličkou.
- Jaroslav Faltýnek – moravský manažer a podnikatel, bývalý 1. místopředseda hnutí  ANO, pravá ruka Andreje Babiše, v době vlády hnutí ANO vliv na ministerstvu dopravy, pražském magistrátu, nebo krajském úřadu Olomouckého kraje[13][14][15][16][17][18][19]
- Tomáš Hrdlička – bývalý radní Prahy 10, v minulosti obchodní partner lobbisty Romana Janouška. Do roku 2011 považován za kmotra ODS, měl fakticky ovládat dění v pražské ODS, roku 2013 byl z ODS vyloučen. Poté spolupráce s SPD Tomia Okamury a hnutím Trikolora, roku 2018 finančně podporoval prezidentskou kampaň Miloše Zemana (uveden rovněž v kategorii neaktivních kmotrů ODS)
- Pavel Jaroš – předseda pražské ČSSD, v době působení ministrů Jana Hamáčka a Jakuba Kulhánka náměstek ministra zahraničí

#### Neaktivní
- Jaroslav Palas – Bruntál, bývalý hejtman Moravskoslezského kraje, za minulého režimu vystudoval VUML; bývalý člen KSČ (1981–1990), KSČM (1990–1994), ČSSD (1995–2012). Poté, co vyšly najevo skandály spojené s jeho vládnutím v kraji a záhadné nabytí majetku, stranu opustil.[20]
- Miroslav Šlouf – zesnulý přítel a bývalý poradce Miloše Zemana spojený s mnoha aférami, jeden ze zakládajících členů SPOZ[20]
- Tomáš Chrenek – severomoravský podnikatel s vazbami na Mirka Topolánka, Jana Fischera nebo Stanislava Grosse[21]
- Milan Urban – bývalý poslanec a ministr průmyslu a obchodu za ČSSD, účastník tzv. Toskánské aféry z roku 2009
- Jaroslav Tvrdík – bývalý ministr obrany za ČSSD, bývalý ředitel ČSA a později volební manažer ČSSD, od roku 2012 se věnuje česko-čínským vztahům a podnikání, přezdívaný „luftjarda“
- Václav Kočka st. – vlivný pražský podnikatel, člen ČSSD s kontakty na čelní politiky i mafii
- Karel Březina – bývalý ministr bez portfeje ve vládě Miloše Zemana, vlivný pražský politik, roku 2014 pravomocně odsouzen, později nadále spolupracoval s ČSSD
- Vít Bárta – zakladatel bezpečnostní agentury ABL, v letech 2010–2011 ministr dopravy, neoficiální hlava dnes již neexistující strany Věci veřejné (vládní v letech 2010–2012)